# 水野和敏
水野和敏（Kazutoshi Mizuno，1952年—），日本汽車工程師、記者。日產汽車的前工程師。以開發GT-R聞名。曾擔任台灣華創車電資深副總，於2019年11月離職。

## 生平、个人履历
1952年1月出生於長野縣。自長野工業高等專門學校畢業後，后于1972年進入日產汽車，自1980年代陆续負責了日产PRIMERA（第一代，代号P10）及日产SKYLINE（第八代，代号R32）開發時的車輛封裝設計。1989年調職到日产NISMO賽事部門，擔任日产C型車耐力賽的隊教練兼總工程師，于1993年回到日产車輛開發中心，1997年起成為日产全新后驱平台——日产FR-L（又名FM平台）的開發主管，日产进入2000年代后的多款后驱轿车都使用了这一平台打造。
2000年代初期，日產汽車准备开发新一代GT-R，但公司內部表示将使用FR-L平台作为GT-R的核心之一，但水野認為“這樣不足以作為日產的旗艦作”而辭退GT-R的開發主管，之后卡洛斯‧戈恩將GT-R的開發及发售工作全權委託於水野和敏，日产GT-R的開發及販賣在当时的日产开辟了先河，没有採取戈恩的“1車種，3首腦”制度，而是採例外的單一首腦制，將權限集中在水野身上，由戈恩和水野直接聯繫，水野更大胆的采用自己构思很久的“PM平台（PM为Premium Midship的缩写）”去打造GT-R。
最终在水野的帶領之下，2007年的東京車展上，独立于Skyline系列的GT-R正式推出，同时在现场公布了GT-R在德國纽博格林赛道創下7分38秒的單圈秒數記錄，这超越了2006年由保时捷911 Turbo創下的7分49秒纪录。后于2009年4月17日、4月23日在試車手鈴木利男駕駛下再將記錄分别推進至7分29秒和7分26秒，于2010年10月1日創下7分24秒的新紀錄。
水野在談論汽車開發時有着明快且滔滔不絕的語調，時常被稱為“水野節”或“水野劇場”，嚴厲批判那些只對車輛的輕量化及靜止時車輛重量的平衡發表評論的記者，自己則提倡“最佳重量理論”，並根據这一理論开发GT-R。
2012年3月末，水野和敏在日產屆齡退休之後以每年更新一次合约的方式在日產任职，但是因為日产方面希望他“為後進讓道”，於2013年3月末離職。根據水野本人的說法，希望實現自己關於汽車工程的構想，繼GT-R之後可以開發能成為日本的國際品牌那樣的汽車，如果可以由像雷克萨斯（Lexus）那樣有技術、資金的品牌融合和GT-R同樣的开发机制，只需3年就可以開發出能成為國際品牌的超級跑車。
水野離開日產汽車後在講談社發行的《BEST CAR》杂志的專欄“水野和敏斬評最新汽車!!”（水野和敏が最新車を斬る！！）中對日本國內、海外廠商各車發表个人評論，此外还支援了由鈴木利男經營的NordRing，Nordring专为GT-R提供各种改装配件，但只支持2008年-2013年车型。另外，於Forest出版主辦的「活下去的力量」講座等擔任講師，到處進行演講。
2014年-2019年11月间，水野和敏就任台湾納智捷（LUXGEN）旗下華創車電技術中心的副總經理。

## 著述
- 《GT-R項目─不為人知的成功真相》(暫譯 『プロジェクトGT‐R―知られざる成功の真実』)(雙葉社、2009年2月)之後更名為《GT-R項目 打破常識的工作術》(暫譯『プロジェクトGT-R 常識はずれの仕事術』)、雙葉新書
- 《非常識的本質──沒有人‧物‧金錢‧時間也能創造最棒的成果》(暫譯 『非常識な本質――ヒト・モノ・カネ・時間がなくても最高の結果を創り出せる』)(Forest出版、2013年8月)